# Hylesia gracilex
Hylesia gracilex är en fjärilsart som beskrevs av Paul Dognin 1923. Hylesia gracilex ingår i släktet Hylesia och familjen påfågelsspinnare. Inga underarter finns listade i Catalogue of Life.